# Endymion Spring
Endymion Spring – książka fantasy napisana przez Matthew Skeltona. Wydana została w 2007 r. Akcja dzieje się jednocześnie w Oksfordzie, w czasach współczesnych i jednocześnie opowiedziana jest historia chłopca w XV- wiecznych Niemczech.

## Fabuła
W Oksfordzie chłopiec imieniem Blake odkrywa w bibliotece pustą książkę, o niezwykle białym papierze. Podpisana jest nazwiskiem Endymion Spring, a wkrótce zaczynają pojawiać się w niej słowa widoczne tylko dla niego. Wkrótce książka znika z biblioteki. Po rozmowie z profesorem Jolyonem, chłopiec postanawia odszukać księgę i odkryć jej tajemnice. Pomaga mu w tym siostra Duck i bezdomny Psalmanazar.
Opowiedziana jest jednocześnie historia Endymiona Springa, niemego chłopca, „chochlika drukarskiego” pomagającego Herr Gutenbergowi. Gdy do Gutenberga przybywa tajemniczy Fust, ze strasznym kufrem, którego strzegą dwa rzeźbione węże, chłopiec chce odkryć jego zawartość. Gdy odkrywa tam niezwykły papier, zaczyna mu grozić niebezpieczeństwo. Przyjaciel pomaga mu uciec wraz z większością papieru, aby uchronić go przed Fustem. Endymion dociera do Oksfordu, gdzie znajduje schronienie wśród mnichów.

## Postacie
- Endymion Spring – główny bohater jednej części książki. Sierota, jest od urodzenia niemową. Zajmował się kradzieżą, do czasu gdy spotkał Herr Gutenberga. Drukarz dał mu mieszkanie i najął do pracy w swojej drukarni. Gdy odkrywa w kufrze Fusta smoczy papier, wie, że grozi mu niebezpieczeństwo. Po pewnym czasie dzięki pomocy przyjaciela Petera i jego dziewczyny, ucieka razem z papierem z miasta i udaje się do Oksfordu. Dzięki pracy u Gutenberga umie czytać i pisać co jest rzadką umiejętnością jak na XV w.

- Blake Winters – główny bohater większej części książki. Znajduje w bibliotece w Oksfordzie tajemniczą księgę, początkowo o pustych kartkach, na których potem zaczynają pojawiać się wskazówki, zagadki, a także ostrzeżenie przed Osobą z Cienia. Chłopiec dość leniwy, ale bystry, po odkryciu księgi zafascynowany jej tajemniczością postanawia odkryć jej tajemnice.

- Duck – siostra Blake’a, bardzo mądra jak na swój wiek, dobra w rozwiązywaniu zagadek. Zła, że brat nie chciał pokazać jej dziwnej księgi wypożycza ją z biblioteki, nic mu nie mówiąc. Po przyznaniu się do tego, choć zazdrosna, że nic w niej nie widzi bo nie została wybrana, postanawia mu pomóc w rozwiązywaniu jej zagadek. Ma klaustrofobię.

- prof. Jolyon – profesor uczący dawniej matkę Blake’a, Juliet Somers. Pomaga Blake’owi opowiadając mu czym jest tajemnicza księga, o stowarzyszeniu Ex Libris, oraz o poprzednim właścicielu Endymiona Springa.

- Psalmanazar – wcześniejszy właściciel Endymiona Springa. Obecnie bezdomny, posiada suczkę Alicję. Alicja pośrednio ocaliła Blake’a przed Osobą z Cienia.

- Diana Bentley – żona Giles’a Bentleya, byłego kustosza książek z Biblioteki Bodlejańskiej. Zimna i wyrachowana kobieta owładnięta rządzą zdobycia książki Endymiona Springa, choć ukrywała to pod maską miłej, serdecznej kobiety. To ona okazała się tajemniczą Osobą z Cienia, przed którą ostrzegała księga Blake’a.